# Мала Јоле
„Мала Јоле” је југословенски филм из 1955. године.

## Улоге
| Глумац         | Улога |
| -------------- | ----- |
| Дејан Дубајић  |       |
| Ксенија Домљан |       |
| Антун Налис    |       |
| Божо Јајчанин  |       |
| Јосип Батистић |       |
| Дујам Билуш    |       |